# Armée islamique en Irak
L’Armée islamique en Irak (en arabe : الجيش الإسلامي في العراق, al-jaysh al-islāmi fī'l-`irāq ou Jaish Ahul Sunna wa Al-Jamma) est le nom pris par un groupe armé agissant en Irak contre l'occupation militaire, et pratiquant des prises d'otages à des fins financières.
C'est un groupe se définissant comme nationaliste à tendance salafiste, composé essentiellement de militaires et d'officiers de l'ancienne armée irakienne. Depuis la mort de Abou Moussab Al-Zarqaoui, il existe de fortes tensions entre l'Armée Islamique et les autres groupes armés à tendance religieuse.
Elle revendique plusieurs centaines d'opérations armées contre les forces de la coalition anglo-américaine et a pour caractéristique de filmer ses opérations pour des vidéos de propagande. Les vidéos des enlèvements (en particulier de journalistes) de l'Armée islamique en Irak passent généralement en premier sur la chaîne télévisée du Qatar, Al Jazeera, afin d'appuyer les chantages qu'elle effectue.
Sa naissance aurait été annoncée par une vidéo distribuée dans les milieux salafistes de Bagdad dès le mois de février 2004. Sa première action revendiquée serait le lynchage de quatre agents de sécurité américains à Falloujah, le 31 mars 2004. Mais cette revendication est parfois contestée, car un autre mouvement s’en est également attribué la paternité.
Au début de l'année 2007, des tensions latentes entre l'Armée islamique et Al-Qaida en Irak sont devenues un conflit ouvert après que ce dernier a exigé des autres groupes armés qu'ils rejoignent l'État islamique d'Irak. Un cessez-le-feu entre les deux parties a été annoncé en juin 2007 mais aurait pris fin à la suite d'affrontements dans la région de Samarra en octobre et novembre de la même année.
Selon plusieurs quotidiens anglo-saxons, un nombre important de dirigeants de l'Armée islamique se seraient alliés à l'armée américaine pour contrer l'influence d'Al Qaeda au cours de l'année 2007. Le groupe continue cependant de nier toute implication avec les forces de la Coalition.

## Annonces diverses
Le 12 avril 2007, dans une interview accordée à la chaîne arabe Al Jazeera, Ibrahim Al Jassem déclare qu’il se désolidarise d'Al-Qaïda en Irak après que ses membres ont été menacés. Il déclare : « Après la mort de Abou Moussab al-Zarqaoui, l'écart entre nous [et al Qaeda] a été élargi, car [ils] ont commencé à cibler nos membres ». Selon lui, Al-Qaïda en Irak n’a pas les mêmes objectifs. Il déclare aussi « Ils ont tué environ 30 des nôtres, nous ne reconnaissons pas leur établissement d'un État islamique, nous estimons qu'il est invalide ». Dans la même interview, il dénonce la présence massive d'agents iraniens en territoire irakien : « L’Irak est soumis à deux occupations, mais la plus dangereuse c’est l’occupation iranienne. Si les américains se retirent d’Irak et que les Iraniens y restent, nous les combattrons ». Il déclare ensuite que « l'occupation iranienne est plus dangereuse que celles des Américains parce que l'Iran considère l'Irak comme une partie de son pays ».
Le 12 septembre 2007 dans une nouvelle interview exclusive à la chaîne Al Jazeera, le leader de l'Armée islamique en Irak a pour la première fois proposé d'ouvrir des négociations de paix avec les forces américaines, indique son porte-parole à la chaîne satellitaire arabe. Il déclare que des discussions peuvent avoir lieu si les États-Unis s'engagent à respecter un calendrier pour le retrait de ses soldats. Dans la même interview il dit que « Le calendrier d’Al-Qaïda a clairement commencé à se révéler en octobre de l’année dernière (2006). Ils ont commencé à se considérer comme un État et ont ciblé d'autres factions de la résistance irakienne, y compris des personnalités sunnites éminentes de notre communauté, ce qui a affecté nos relations ».
Le 7 octobre 2007, l'Armée islamique en Irak fait diffuser, via son site internet, son 9e film d'une durée d'environ 1 heure, mettant en scène diverses opérations armées. Ces opérations visent essentiellement les armées américaine et irakienne.
Le 18 décembre 2007 la branche médiatique de l'armée islamique, Al-Boraq Media, diffuse un communiqué évoquant la libération de 10 prisonniers détenus par Al-Qaïda.

## Enlèvement
La première véritable apparition publique, dont on soit sûr qu'elle est bien l'œuvre du groupe, est l’enlèvement du routier philippin Angelo de la Cruz, finalement relâché. Dans une vidéo diffusée le 10 juillet 2004 sur Al-Jazira, il disait être otage de ce groupe et demandait à la présidente de son pays, Gloria Arroyo, de retirer son armée dans les 72 heures, afin de ne pas être exécuté. Cette opération a été un succès symbolique dans la mesure où le gouvernement philippin, confronté à un mouvement populaire important de soutien à l’otage, a été contraint d'accélérer le retrait des 80 soldats philippins, qui était déjà en cours et devait se terminer le 20 août. Les 30 derniers policiers philippins furent donc déplacés au Koweït dès le 20 juillet. Il faut signaler que l'armée américaine est présente sur le sol philippin, son ancienne colonie, pour contrer la guérilla islamiste du groupe Abu Sayyaf.
Le journaliste italien Enzo Baldoni a été enlevé en Irak par ce groupe et exécuté le 26 août 2004. Le groupe demandait le retrait des 3 000 soldats italiens sous 48 heures.Reuters.
Elle a également capturé le 4 août 2004, sur la route menant de Bagdad à Kerbala, Fereydoun Jahani, un diplomate iranien, pour réclamer la libération des 500 soldats irakiens toujours détenus par la République islamique d’Iran depuis la guerre qui l’a opposée à l’Irak de 1980 à 1988. Elle reproche également au diplomate d’inciter à la lutte intercommunautaire, et de soutenir les mouvements chiites en Irak. L’Iran nie détenir ces prisonniers, reconnaissant seulement le problème des soldats « portés disparus ». Libéré le 27 septembre, au moment même du siège de Falloujah, Fereydoun Jahani a nié tout accord secret (www.rfi.fr).
À la fin du mois de juillet 2004, l’Armée islamique en Irak a revendiqué l’assassinat de deux ouvriers pakistanais travaillant pour l’armée américaine, laissant la vie sauve à leur chauffeur irakien. Le 20 août, ce sont les journalistes français Georges Malbrunot, du Figaro et de Ouest-France, et Christian Chesnot, de RFI, ainsi que leur guide Mohammed Al-Joundi, qui sont enlevés. Ils ne seront libérés que quatre mois plus tard, le 21 décembre. Le groupe, dans un communiqué, donnait un ultimatum de quatre jours à la République française pour abroger la loi sur le port des symboles religieux à l’école, qui proscrit de fait le hijab.
Le gouvernement français a engagé des négociations avec le gouvernement irakien, en demandant l'aide de différents gouvernements de pays musulmans et en contactant différent dignitaires religieux, afin de repousser l'ultimatum. Les deux journalistes ont été retenus 124 jours, la confirmation de leur libération par le gouvernement français survenant le mardi 21 décembre 2004.
En septembre 2004, l’Armée islamique en Irak enlève deux indonésiennes également sur la route entre Amman et Bagdad, en vue d’obtenir la libération de l’islamiste Abu Bakar Bashir, détenu par les autorités de Jakarta : c’est l’intéressé lui-même qui refuse et réclame la libération des deux otages. Elles sont relâchées.
Cette attaque contre un pays à majorité musulmane, fermement opposé à l’occupation américaine, suggère une stratégie de type opportuniste : capturer des ressortissants étrangers et formuler ensuite une revendication en fonction de leur nationalité, quel que soit le lien avec la libération de l’Irak, plutôt qu’une sélection rigoureuse des victimes.
Le 19 décembre, l'Armée islamique en Irak diffuse sur Internet l'exécution par balles d'un otage. Elle affirme qu'il s'agit de Ronald Schultz, un mercenaire américain travaillant pour le ministère irakien de l'habitat.

## Organisation
L’organisation du groupe, telle qu’elle est analysée par les services secrets italiens, est constituée de deux branches : l’une tactique, chargée des opérations d’enlèvement et de détention ; l'autre stratégique, chargée de leur médiatisation, sous la forme de vidéos diffusées aux principaux médias arabes.
Chaque branche serait à son tour divisée en plusieurs cellules. La vidéo diffusée à Bagdad lors du lancement de l’Armée islamique en Irak évoque une constitution en plusieurs brigades, chargées respectivement du renseignement, de l’infanterie et des missiles, coordonnées par un commandement général. Il semble toutefois qu’elle sous-traite les opérations d’enlèvement à des gangs, pour préserver sa propre sécurité. Les membres de l’organisation semblent essentiellement être des Irakiens influencés par le wahhabisme, bien intégrés dans la population locale, ce qui renforce encore ses capacités d’action clandestine. Il disposerait en outre de son propre tribunal religieux, habilité à délivrer des fatwas.
L’Armée islamique en Irak jouit d’une image controversée, y compris au sein des partisans de la résistance militaire, en raison de ses pratiques. Par ailleurs, certains analystes voient dans les références du groupe, qui cite de nombreuses questions liées au Maghreb et à l’Afrique noire dans ses récriminations contre la France, le signe de liens avec les salafistes algériens. Sa rhétorique serait proche de celle de Takfir wal Hijra, une branche des GIA algériens qui s'est fait connaître entre 1994 et 1996 en commettant des attentats contre la France.